# Елкорн (Міссісіпі)
Елкорн (англ. Alcorn) — невключена територія в окрузі Клейборн, штат Міссісіпі, США. Це загальна назва для місць, що не мають назви, але лежать навколо або поруч з Державним університетом Елкорна. Університет штату Елкорн офіційно розміщений в Лормені за поштовим індексом в окрузі Джефферсон, штат Міссісіпі. Поштове відділення Елкорна працювало з 1906 по 1954 рік.

## Пам'ятки
В Елкорні є чотири місця, занесені до Національного реєстру історичних місць:
- Пресвітеріанська церква Бетель[en]
- Канемаунт[en]
- Археологічна пам'ятка Катледж
- Оклендська каплиця (на території кампусу Державного університету Елкорна)